# 玛雅·鲁道夫
瑪雅·魯道夫（英語：Maya Khabira Rudolph，1972年7月27日—），美国女演员、配音演员，喜剧演员和歌手。魯道夫在20世纪90年代中期作为另类摇滚乐队The Rentals的一员成名，并在10年后加入了The Groundlings即興劇團。在2000年，魯道夫成为了美国全国广播公司电视节目周六夜现场的演员。随后在《初恋50次》（2004年）和《牧場之家好做伴》（2006年）等影片中担任配角。
自2007年离开《周六夜现场》以来，魯道夫出演了《为子搬迁》（2009年）、《长大成人》（2010年）、《伴娘》（2011年）、《长大成人2》（2013年）和《瞎趴姊妹》（2015年）。她曾为动画电影《怪物史莱克3》（2007年）和《超能陆战队》（2014年）配音。除了出演电影，魯道夫还在2011年至2012年的NBC情景喜剧《整夜難眠》中饰演艾娃·亚历山大，并联合主持了自己的综艺节目《玛雅和马蒂》。2018年，她出现在NBC电视台的《良善之地》节目中，凭借此剧获得了黃金時段艾美獎最佳喜劇類影集客串女演員提名。

## 外部連結
- 玛雅·鲁道夫的Instagram帳戶
- 玛雅·鲁道夫的X（前Twitter）
- 玛雅·鲁道夫在互联网电影资料库（IMDb）上的資料（英文）
- TCM电影资料库上玛雅·鲁道夫的资料（英文）
- 玛雅·鲁道夫的Discogs页面（英文）